# Mount Whiteside
Mount Whiteside ist ein 190 m hoher und kegelförmiger Berg vor der Küste des ostantarktischen Kemplands. Er überragt den östlichen Ausläufer der Insel Foldøya.
Wissenschaftler der britischen Discovery Investigations kartierten und benannten ihn ihm Februar 1936. Der weitere Benennungshintergrund ist nicht überliefert.